# 白岩隕石
白岩隕石（しらいわいんせき）は1920年9月に秋田県仙北郡角館町（現仙北市）で発見された石質隕石である。発見された時は949gあった。農作業中に畑から掘り出され、東北大学で鑑定を受け隕石と確認されたものである。鉄隕石などに比べて風化されやすい石質隕石が、落下後年月がたった後に見つかることは、南極や砂漠地域などを除いては珍しい例である。
仙北郡はかつて星宮という祠があり16世紀末に隕石落下の言い伝えの記録があり、19世紀末から20世紀始めに落下して、旧家の神棚で保管されていた仙北隕石（1993年に調査されて隕石であることが確認された）の落下地であるなど隕石にゆかりの深い場所であった。白岩隕石の発見地点は仙北隕石の落下地点から17kmしか離れていなかったが、仙北隕石がH6に分類されるのに対して白岩隕石はH4に分類され、宇宙線照射年代も異なるもので、別起源の隕石であった。
一部の隕石は秋田県立博物館に展示されている。